# Salomon Breuer
Shlomo Zalman Breuer, auch Solomon Breuer bzw. Salomon Breuer, (geboren am 27. Juni 1850 in Pilisvörösvár, Königreich Ungarn; gestorben am 17. Juli 1926 in Frankfurt am Main) war ein deutsch-ungarischer Rabbiner.

## Leben
Salomon Breuer wurde in eine bekannte deutsch-jüdische Kaufmannsfamilie geboren. Im Alter von zwölf Jahren trat er einer Jeschiwa in der Stadt Nitra bei. Anschließend ging er zum Studium nach Pressburg, um unter dem bekannten Rabbiner Samuel Benjamin Sofer zu studieren. Nach dieser Zeit wechselte er zur Universität Mainz. In dieser Zeit wurde er mit dem Rabbiner Marcus Lehmann bekannt, der eine anerkannte Persönlichkeit des orthodoxen Judentums in Deutschland war. In der benachbarten jüdischen Gemeinde Frankfurts wurde er Mitglied der Freien Vereinigung. Breuer gründete daran anschließend den Verband der orthodoxen Rabbiner Deutschlands. Einige Zeit später wurde er zudem Gründungsmitglied der ultraorthodoxen jüdischen Organisation Agudath Israel. Breuer war ein ausgesprochener Gegner des politischen Zionismus. 1890 gründete er in Frankfurt eine Jeschiwa.
Solomon Breuer war mit einer Tochter des bekannten Frankfurter Rabbiners Samson Raphael Hirsch verheiratet. Aus dieser Ehe gingen acht Kinder hervor. Zu diesen Nachkommen zählten unter anderem der Mathematiker Samson Breuer und der Philosoph Isaac Breuer. Seine Kinder Raphael Breuer und Joseph Breuer wurden ebenso wie Salomon Breuer Rabbiner.

## Schriften
- Belehrung und Mahnung. Zwei Bände.  booksnbagels.com, 1993.